# 멕 마일즈
멕 마일즈(Meg Myles, 1934년 11월 14일 ~ )는 미국의 모델, 연극 배우, 영화배우, 가수이다.
시애틀에서 태어났다.

## 영화
- 터치드 (1983년)
- 도청 작전 (1971년)
- 일망타진 (1968년)
- 칼립소 히트 웨이브 (1957년)